# Aretusa (1912)
Aretusa (gr.: Αρέθουσα) – grecki torpedowiec z początku XX wieku, jedna z sześciu zbudowanych w Niemczech jednostek typu Egli. Okręt został zwodowany w 1912 roku w stoczni Vulcan w Szczecinie, a w 1913 roku wcielono go w skład marynarki wojennej. W latach 1916–1918 okręt służył pod banderą Marine nationale, obsadzony przez francuską załogę. Zwrócony Grecji po zakończeniu I wojny światowej, służył nadal do inwazji Niemiec na Grecję w 1941 roku, podczas której został samozatopiony 24 kwietnia 1941 roku.

## Projekt i budowa
Sześć torpedowców typu Egli zostało zamówionych przez Królestwo Grecji w Niemczech w 1912 roku. „Aretusa” zbudowana została w stoczni Vulcan w Szczecinie . Stępkę okrętu położono w 1912 roku i w tym samym roku został zwodowany .

## Dane taktyczno-techniczne
Okręt był torpedowcem o długości całkowitej 45 metrów, szerokości 5 metrów i zanurzeniu 1,2 metra. Wyporność normalna wynosiła 120 ton, a pełna 125 ton . Jednostka napędzana była przez pionową maszynę parową potrójnego rozprężania o mocy 2400 KM, do której parę dostarczały dwa kotły typu Marine . Prędkość maksymalna napędzanego jedną śrubą okrętu wynosiła 24 węzły . Zapas węgla wynosił 25 ton .
Na uzbrojenie artyleryjskie jednostki składały się dwa pojedyncze działa kalibru 57 mm Mark 3.7 L/45 produkcji zakładów Bethlehem Steel . Broń torpedową stanowiły trzy pojedyncze wyrzutnie kalibru 450 mm .
Załoga okrętu składała się z 20 oficerów, podoficerów i marynarzy .

## Służba
„Aretusa” została w 1913 roku wcielona w skład marynarki wojennej . W grudniu 1916 roku „Aretusa” została w Salonikach zajęta przez Francuzów i wcielona do Marine nationale . Jednostka była używana jako okręt patrolowy na wodach Morza Egejskiego. Torpedowiec powrócił pod grecką banderę w grudniu 1918 roku, po zakończeniu I wojny światowej . W 1926 roku z pokładu okrętu zdemontowano jedną wyrzutnię torped, a w latach 1930–1931 usunięto oba działa kalibru 57 mm, instalując w zamian pojedyncze działko kalibru 37 mm SK C/30 L/83 .
W momencie wybuchu II wojny światowej okręt był już przestarzały i osiągał prędkość od 17 do 19 węzłów; używany był do szkolenia i zadań patrolowych . 24 kwietnia 1941 roku, w trakcie inwazji Niemiec na Grecję, „Aretusa” została samozatopiona w pobliżu Warkizy, aby uniknąć przejęcia przez Niemców  .